# Luigi Falorni

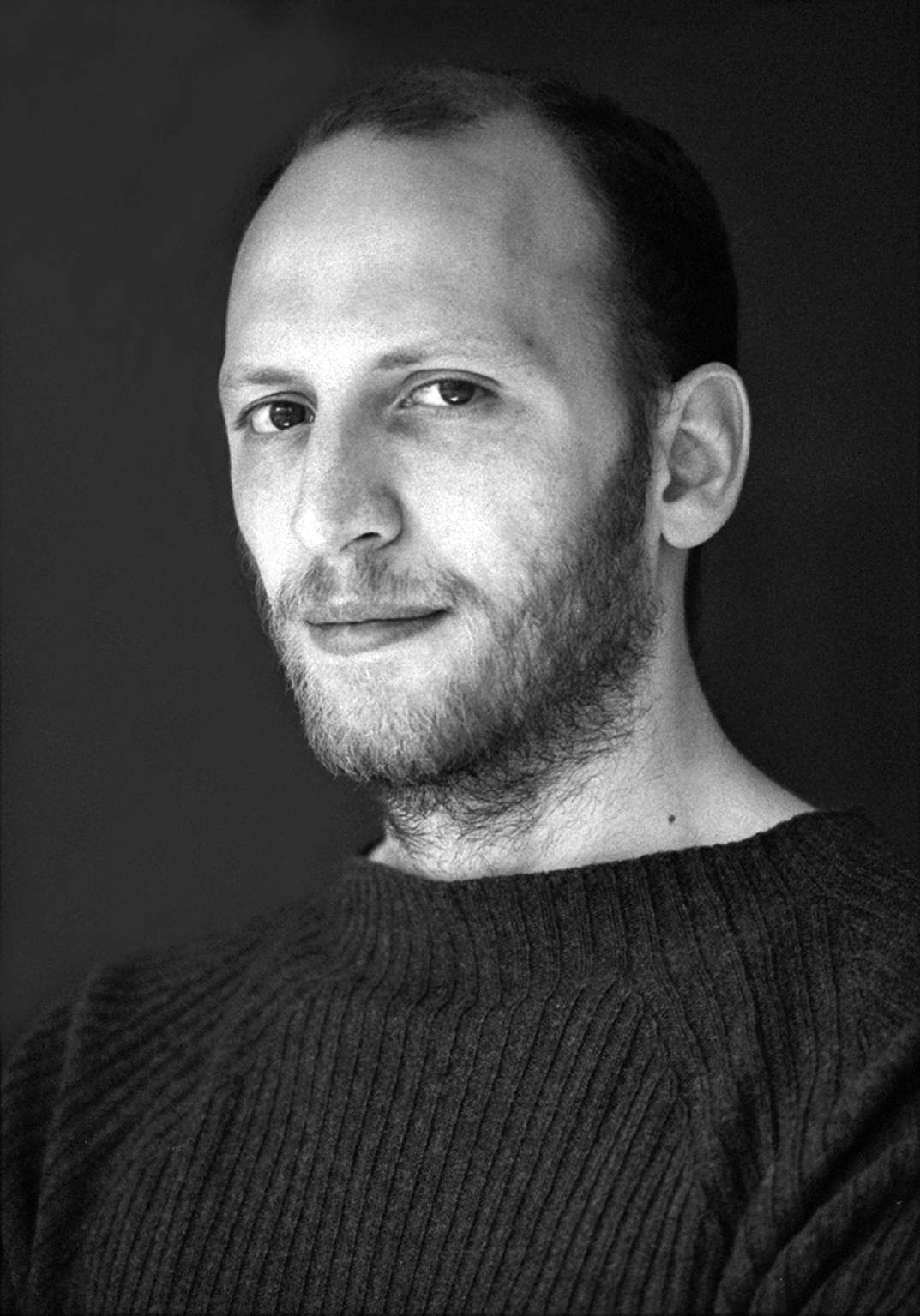
Luigi Falorni 2005

Luigi Falorni (* 1971 in Florenz) ist ein in Deutschland lebender Filmregisseur, Autor, Kameramann und Produzent.
Luigi Falorni wuchs in Mugello auf, eine Region der Toskana nördlich von Florenz. Er besuchte ein naturwissenschaftliches Gymnasium und machte 1989 das Abitur. In Florenz wirkte er zwischen 1988 und 1993 als Komponist und Arrangeur in zwei Popbands, Drops und Il fiore in bocca, und belegte zwischen 1990 und 1992 einen Regiekurs an der Cooperativa Schermobianco. 1994 kam er nach München an die Hochschule für Fernsehen und Film, wo er im Studiengang für Dokumentarfilm Regie und Kamera studierte. 2003 drehte er als  Diplomfilm Die Geschichte vom weinenden Kamel, bei dem er als Autor und Regisseur gemeinsam mit seiner Studienkollegin Byambasuren Davaa wirkte und zusätzlich an der Kamera war. Der Film wurde ein weltweiter Kinoerfolg und wurde 2005 für einen Oscar nominiert. 2007 drehte er mit Feuerherz sein Spielfilmdebüt, inspiriert von der gleichnamigen Autobiografie von Senait G. Mehari. Der Film hatte seine Welturaufführung im Wettbewerb der Berlinale 2008.

## Filmografie (Auswahl)

### Buch und Regie
- 1995: Impasse (Kurzfilm)
- 1998: Helden und Träumer (Co-Regie: Ondine Rarey)
- 2003: Die Geschichte vom weinenden Kamel (Co-Regie: Byambasuren Davaa)
- 2008: Feuerherz

### Kamera
- 1995: Impasse (Kurzfilm)
- 1996: Das verborgene Volk (R: Mona Lenz und Pia Elgas)
- 1996: Jackie Chan – Made in Hong Kong (R: Heike Ulrich, Brigitte Patzner, Sylvia Dahmen):
- 1998: Helden und Träumer (R: Ondine Rarey und Luigi Falorni)
- 1999: Das orangene Pferd (R: Byambasuren Davaa)
- 1999: Unser Wasser (R: Dinko Skapurovic)
- 2000: Klein, schnell und außer Kontrolle   (R: Jörg Adolph)
- 2000: Porto Marghera, inganno letale   (R: Paolo Bonaldi)
- 2000: Unbreak my Heart (R: Ingo Knopf)
- 2001: Nulla si sa, tutto si immagina – secondo Fellini (R: Susan Gluth)
- 2001: ON/OFF The Record (R: Jörg Adolph)
- 2002: Bajan (R: Alexei Mamedov)
- 2003: Die Geschichte vom weinenden Kamel (R: Byambasuren Davaa und Luigi Falorni)
- 2004: Kanalschwimmer (R: Jörg Adolph)
- 2005: Houwelandt – ein Roman entsteht (Regie: Jörg Adolph)
- 2006: Brecht – Die Kunst zu leben (Regie: Joachim Lang)
- 2007: Lost Town – das Dunwich Projekt (Regie: Jörg Adolph)

### Filmproduzent
- 2010: Der Mann der über Autos sprang – Spielfilm (R: Nick-Baker Monteys) / Co-Produzent
- 2015: Die Gewählten – Dokumentarfilm (R: Nancy Brandt) / Co-Produzent

## Auszeichnungen
für Klein, schnell und außer Kontrolle
- Deutscher Fernsehpreis 2001 – Beste Dokumentation

für Kanalschwimmer
- Deutscher Fernsehpreis 2005 – Beste Dokumentation

für Die Geschichte vom weinenden Kamel
- Academy Awards 2005 – Nominierung Best Documentary
- Directors Guild of America Award 2005 (Outstanding Directorial Achievement Award)
- Bayerischer Filmpreis 2003 (Bester Dokumentarfilm)
- Europäischer Filmpreis 2003 (Nominierung Best Documentary)
- Deutscher Filmpreis 2004 (Nominierung Bester Dokumentarfilm)
- Gilde Filmpreis 2004 (Bester Dokumentarfilm)
- Internationales Filmfestival Karlovy Vary 2004 (Publikumspreis)
- San Francisco International Film Festival 2004 (Fipresci Award)
- Miami International Film Festival 2004 (Best Documentary Feature Award)

für Feuerherz
- Internationale Filmfestspiele Berlin 2008  – im Wettbewerb (Nominierung für den Goldenen Bären)
- Brussels European Film Festival 2008 – Publikumspreis (Telenet Award)
- Giffoni Film Festival 2008 (Amnesty International Preis)
- Montreal International Children’s Film Festival 2009 (Grand Prix de Montreal, Fipej Award)
- Seoul International Family Film Festival 2009 (Grand Prix of SIFFF)